# Cementerio de Boisaca
El Cementerio municipal de Boisaca es el principal cementerio del ayuntamiento de Santiago de Compostela, con 66.000 metros cuadrados y unas 12.000 plazas entre sepulturas (8.659), nichos (2.433) y panteones (168). Está situado en Boisaca, al norte de la ciudad, al lado del Polígono industrial del Tambre y de la carretera N-550.
El lugar fue escenario de varios fusilamientos durante los primeros meses de la guerra civil española, por los cuales cual existe un recuerdo en uno de los muros del cementerio en homenaje a los ejecutados, con varias placas de los ayuntamientos de Santiago de Compostela y de Órdenes.

## Personajes ilustres
Entre las figuras enterradas en el cementerio se encuentran:
- Aurelio Aguirre (1833–1858), poeta.
- Simeón García de la Riva (1823–1889), empresario y banquero.
- Roberto Nóvoa Santos (1885–1933), médico y pensador.
- Ramón María del Valle-Inclán (1866–1936), escritor.
- Xoán Xesús González (1895–1936), maestro, periodista, abogado, escritor y político.
- Modesto Pasín Noya (1903–1936), sindicalista y político, hijo de José Pasín Romero.
- Pablo Pérez Costanti (1857–1938), archivero y escritor.
- José Pasín Romero (1878–1960), sindicalista y político.
- Las Dos Marías (1980 y 1983), populares vecinas de Santiago.
- Ricardo Carballo Calero (1910–1990), filólogo y escritor.
- Antón Fraguas (1905–1999), historiador y antropólogo.
- Roberto Vidal Bolaño (1950–2002), autor, director y actor de teatro.
- Domingo García-Sabell (1909–2003), médico, escritor, político y académico gallego.
- Isaac Díaz Pardo (1920–2012), intelectual, artista y empresario.
- Gerardo Fernández Albor (1917–2018), político, primer presidente de la Junta de Galicia.

## Galería de imágenes

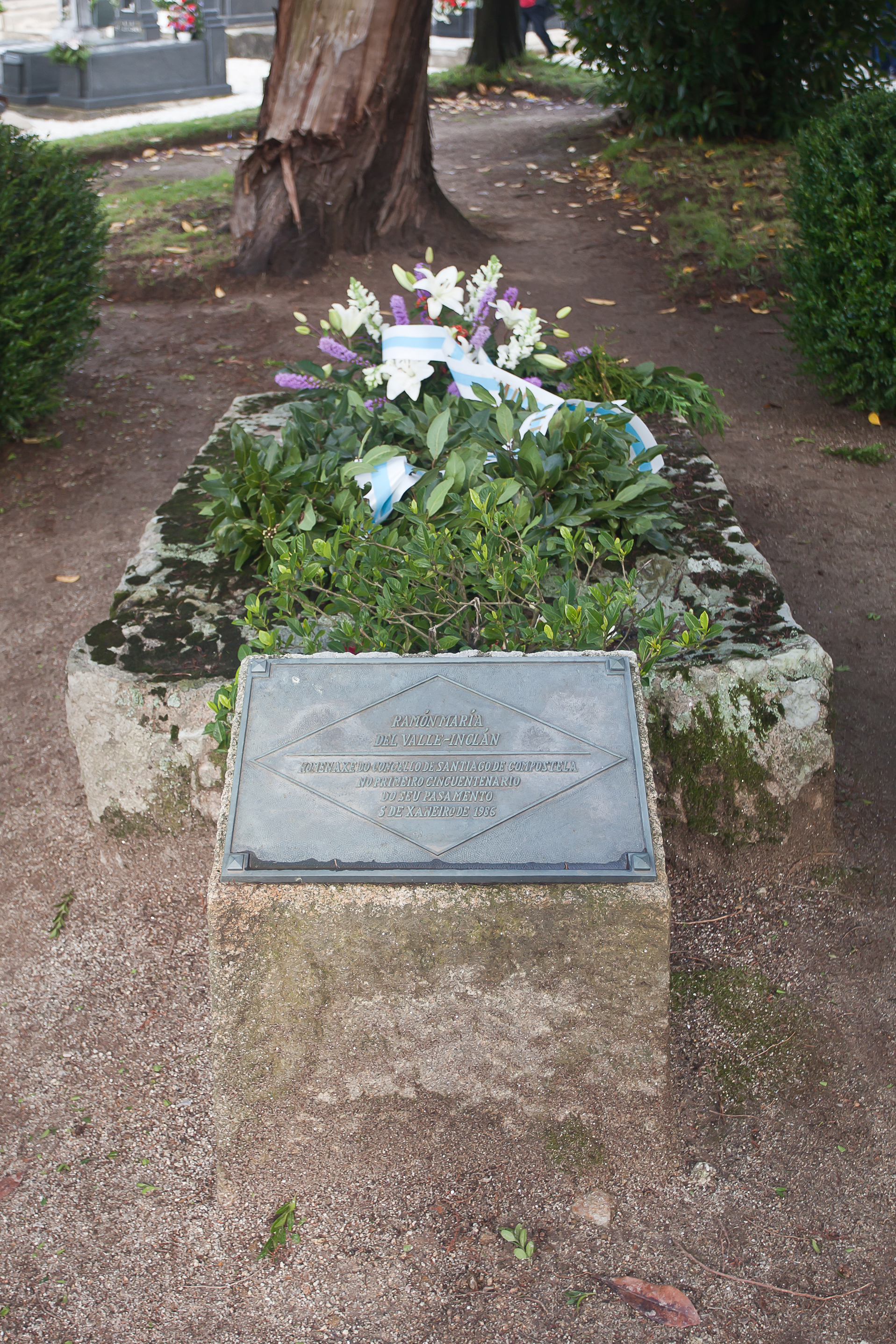
Tumba de Valle-Inclán.
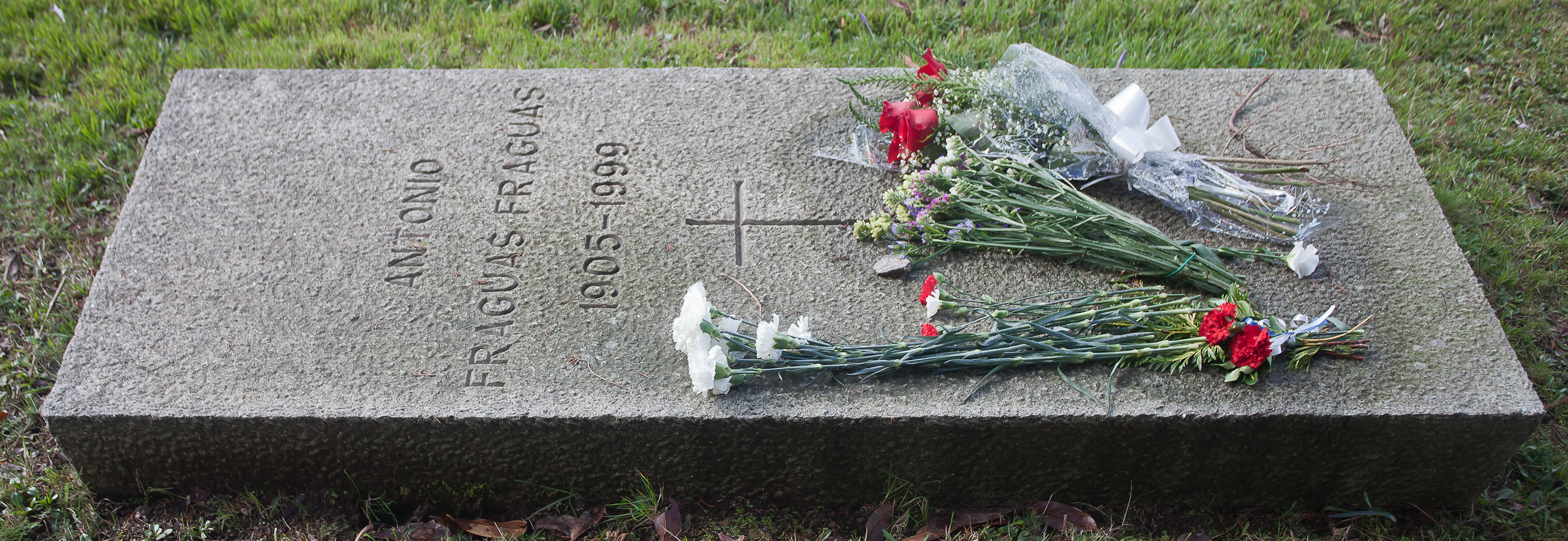
Tumba de Antón Fraguas.